# じゃぽにか
じゃぽにか（じゃぽにか）は、2002年、東京で結成されたアート集団。構成要員はアルシン、ダイスケ、サー君、ゴロー、杉様、ともちゃんの6人。

## 概要
2002年、美術予備校で知り合ったアルシン、ダイスケ、サー君、ゴロー、杉様、ともちゃん（有賀慎吾、鈴木大輔、坂上卓男、村山悟郎、杉田陽平、永畑智大）等によって結成。
「悪ふざけやパロディ、そして軽薄なシミュラークルを撒き散らかすアート集団」を自称し、SNSと展示空間を横断する活動をつくりだしている。「炎上アート集団」「悪ノリアート集団」などと評される。
主な活動としては、「第17回 岡本太郎現代芸術賞」（2014年、川崎市岡本太郎美術館）特別賞を受賞した「悪ノリSNS『芸術は炎上だ！』」のほか、主な個展に「じゃぽにかぱみゅぱみゅのじゃぽにかぱみゅぱみゅーじあむ」（2013年、art center ongoing）、「じゃぽにかの誰でもデュシャン☆」（2014年、ギャラリーバルコ）、「じゃぽにか最後の個展「普通のトモダチに戻りたい」」（2015年、art center ongoing）、「じゃぽにか国真理教 〜TAVサティアン 僕たちを追い出さないで〜」（2016年、TAV GALLERY）などがある。

## メンバー
アルシン（有賀慎吾：あるがしんご）
1983年、長野県生まれ。2015年、東京芸術大学美術研究科博士課程美術専攻油画研究領域を修了。黄と黒で構成する混沌とした世界観のインスタレーションでデビューし、会田誠にその才能を高く評価される。知覚・言語・現実などの代替（オルタナティブ）をテーマに表現を模索している。主な展覧会に「POST（TERATOTERA祭り）」（2011年、東京文化発信プロジェクト）、個展「Slime mold Process」（2012年、island MEDIUM）などがある。

ダイスケ（鈴木大輔：すずきだいすけ）
1983年、三重生まれ。2011年、Chelsea College of Art & Design, BA（Hons）Fine Art Courseを卒業。日本での芸大受験地獄から離脱し、ロンドンに渡ってアートを学ぶ。2013年、およそ8年ぶりにイギリスより日本へ帰国した後、東京の豊島園にてアーティスト・ランスペース・Space Wunderkammerを運営。

サー君（坂上卓男：さかうえたくお）
1983年、群馬生まれ。メンバーのなかで唯一美大に進学しなかった。2005年頃から飲食業で職場を転々としながら生計をたてる。その傍ら、小説「アーポンの夜」を執筆し、ブログ「現代美術最終兵器研究所」に発表。アート・ルサンチマンを持つ生活者であり、しばしばメンバーが自己充足的にアートの閉じた領域に安住しようする心性に警鐘を鳴らす存在。

ゴロー（村山悟郎：むらやまごろう）
1983年、東京生まれ。2015年、東京芸術大学美術研究科博士課程美術専攻油画研究領域を修了。自己組織的に生成するプロセスやパターンを、絵画やドローイングをとおして表現している。河本英夫と池上高志に師事し、オートポイエーシスと複雑系を活用して生成を絵画として捉えようと目論む。主な展覧会に「MOTコレクション・MOTで見る夢」（2009年、東京都現代美術館）、個展「成層圏vol.6 私のゆくえ」（2012年、ギャラリーαM）などがある。

杉様（杉田陽平：すぎたようへい）
1983年、三重生まれ。2008年、武蔵野美術大学造形学部油絵科を卒業。多くのアートコレクターに支持されて、マーケットでの浸透力が絶大なペインター。主な展覧会に個展「BLACK SWAN」 （2013年、MEGUMI OGITA Gallery）など多数。また、受賞歴も「シェル美術賞2007」（中井康之審査員賞）など多数ある。

ともちゃん（永畑智大：ながはたともひろ）
1983年、東京生まれ。2009年、武蔵野美術大学彫刻学を卒業。武蔵野美大の卒業作品展（2009）では、優秀作品に選出。あらゆるコンテクストを排した無差別引用の脱力した造形で独自の作風を確立している。青梅にスタジオをかまえ、ライフワークとしてのアートを生きている。主な展覧会に個展「Bの巨人たち」（2012年、Art Center Ongoing）、「art award tokyo marunouchi 2010」（2010年、行幸地下ギャラリー）などがある。

## 来歴
2002年、美術予備校である新宿美術学院油絵科で知り合った有賀慎吾、坂上卓男、杉田陽平、永畑智大、村山悟郎、鈴木大輔等によって結成。メンバーは全て1983年生まれ。予備校時代の活動は、喫煙所にたむろする、「ケチョンケチョン会」と呼ぶ独自の相互批評会をファーストフード店でひらく、新宿の街を舞台に様々なパフォーマンスやいたずらを繰り広げたりする等。
2003年、一浪目で村山悟郎（2005年に東京芸術大学へ再入学）、2004年に杉田陽平、2005年に有賀慎吾、2006年に永畑智大が、それぞれ武蔵野美術大学へ入学。鈴木大輔は美大受験を離れて渡英、後にチェルシーカレッジに入学。坂上卓男は美大には進学しなかった。大学入学後の活動は、定期的に「じゃぽ会」(新宿三丁目の沖縄料理屋「かりゆし」で飲む)をひらく等。
2007年、「国立国2007」（くにたち市民芸術小ホール、東京）、「渡良瀬アートプロジェクト2007」（渡良瀬渓谷鉄道、群馬）に参加。以降、メンバーはそれぞれのソロ活動を軸に実力と評価を高める。
2013年、初となる個展「じゃぽにかぱみゅぱみゅのじゃぽにかぱみゅぱみゅーじあむ」（2013年、art center ongoing）を開催し、本格的な活動を始動する。
2014年、SNSにおける「炎上」に着目し、「炎上アート」を標榜した「悪ノリSNS『芸術は炎上だ！』」にて、「第17回 岡本太郎現代芸術賞」（2014年、川崎市岡本太郎美術館）特別賞を受賞。コンビニを模したインスタレーションの棚に、歴史的なアート作品へのオマージュとしての制作物を並べ、じゃぽにかのメンバーは、ピザで顔を隠したピザ男、麻原彰晃風、佐村河内風、プッシーライオット風、コンビニの袋を被ったアブグレイブ刑務所の捕虜などに扮し、たびたびパフォーマンスを行うなど悪ノリ全開で目立ちまくった。集団としても表現としても軽薄なイメージが賛否両論を巻き起こしたが、後に、ネタばらしと言える論考じゃぽにか論考Ⅱ ポストメディア時代の広告化するアート」（「VOBO」2014年7月26日）を発表。
2015年、美術業界の「友達」をテーマに、個展「じゃぽにか最後の個展「普通のトモダチに戻りたい」」（2015年、art center ongoing）を開催。東京のオルタナティブ・アートシーンで盛り上がりを見せた友達アートの旗手となる。後に、論考「じゃぽにか論考 I.2 友達アートの存在領域 ― 友達アートとは何か」（「TOCANA」2016年3月29日）を発表。
2016年、「ネットを介した現実」をテーマに「パクリ」「コピペ」の問題を扱う個展「じゃぽにか国真理教 ~TAVサティアン 僕たちを追い出さないで~」（2016年、TAV GALLERY）を開催。最終日に開催された「じゃぽにか国真理教 儀式」は、NHK番組「特報首都圏「オリジナルって何だ？～揺れるデザインの現場～」」の取材を受けるなどの反響を生む。

## 活動に対する反響
- 美術評論家の椹木野衣は、じゃぽにかが「第17回 岡本太郎現代芸術賞」にて標榜した「炎上アート」について、「もしかれらが、ネットを通じて文字通りの「炎上」を招いたとしたら、それは単に社会的な非難を受けるだけで、その時点でアートとなりえなくなる。他方、仮にかれらの営みが、実際にはなんら社会的な波及に至る炎上を起こせないのだとしたら、そのときにはアートの威を借りただけで、看板に偽りありということになりかねない。だが、アートにおける「炎上」の余地は、おそらくいずれにもない。」、これにつづいて「ネットに固有で独自の伝播をする「炎上の批評」を獲得」しなければならない」と記述している[7]。
- 岡本太郎現代芸術賞審査員であるワタリウム美術館キュレーターの和多利浩一は、「悪ノリSNS『芸術は炎上だ！』」について審査評として、「一見して雑然としたコンビニの再現のように思われるインスタレーション作品だが、ひとつずつの制作物からは現代アートの歴史的な作品のオマージュとして制作されている。制作者は、じゃぽにかというユニット名で美術大学の卒業者7名で構成されている。最終的な試みはこの場所のインスタレーション作品と週末に行なわれるパフォーマンスがSNSで話題となり炎上していくことが今の現代アートだとコメントしている。心意気や狙いも理解できるが、アートは常に社会で起こる事柄よりもさらに早く、社会が後ろからやってくるくらいの思想やコンセプトを狙ってほしい。これからの活動に期待を託して特別賞とした。」とコメントしている[8]。
- 批評家の飯盛希は、「ベンヤミン「暴力批判論」から〈じゃぽにか〉を評す」と題した文章を発表。社会と美術業界における「表現の自由」と「道徳的規範」とのあいだに発生する問題を列挙し、「今日の日本は、あきらかに不正に不寛容である」と指摘。対して、じゃぽにかは、「聖母的なやさしさを内包している」として、「〈悪ノリ〉を芸術表現として正当化してしまう論理は、「タブー」という領域設定を無効化し、岡本太郎の明言をもじり「炎上」することを受け容れてしまう。その様子は、「法的暴力」を阻止しうる純粋な暴力としてベンヤミンが希求した、境界を消し去り、罪を浄め、犠牲を受け容れる「神的暴力」と酷似する。〈悪ノリSNS〉は、たしかに何らの解決策も与えない。ただ無神経に、「いいんだよ」とでも言うかのようである。しかし、――「いいんだよ」――この縮約された一言こそ、まさしく芸術における「神的暴力」を体現するものではないだろうか。私には〈じゃぽにか〉が、価値観の強要に苦しむ人々に〈赦し〉を与える存在であると思われるのである。」と評している[9]。
- 評論家の藤田直哉は、じゃぽにかと『地域アート -美学/制度/日本』（藤田直哉 編著/堀之内出版）において鼎談を行うなどの交流があり、個展「じゃぽにか国真理教 ~TAVサティアン 僕たちを追い出さないで~」（2016年、TAV GALLERY）について、「じゃぽにかの作品は「真面目に語る気をなくさせる」ことが、その作品の成功に付随してしまう効果として必然的に生じていないだろうか。すなわち、対立を生む真面目で政治的なものを笑いの中に脱臼させて笑いを通じて身体に沈潜させて解消しちまうから。その効果の意義を検討しなきゃならんのだけどね」[10]「『笑い』を含む芸術をやるとは、現在にも残る、真面目/不真面目の間に無意識的に差をつける価値観そのものへの挑戦に必然的にならざるを得ない。批評する側も、その無意識の価値判断の基準から自由になって『笑い』そのものの機能、作動の意義を組み込んで論じべきだろう。少なくともぼくはそうしたい[11]」などとコメントしている。

## エピソード
- 「じゃぽにか」という名前はレゲエバンドを組むつもりで「ジャー(JAH)」がつく名前を考えた末に決められた[5]。
- 元メンバーに川田淳（2014年、岡本太郎現代芸術賞直前に脱退）などがいる[1][出典無効]。
- 「第17回 岡本太郎現代芸術賞」にて特別賞を受賞した「悪ノリSNS『芸術は炎上だ！』」は、後にTwitter上でのやり取りで作品販売の商談がまとまった。

## 活動経歴

### 受賞歴
- 「第17回 岡本太郎現代芸術賞」（2014年、川崎市岡本太郎美術館）特別賞
- 「3331 Art Fair 2015」（2015年、3331 Arts Chiyoda）宇宙からいいとも！賞 [蔦谷久子（ワンピース倶楽部会員）選]

### 個展
- 「じゃぽにかぱみゅぱみゅのじゃぽにかぱみゅぱみゅーじあむ」（2013年、art center ongoing）
- 「じゃぽにかの誰でもデュシャン☆」（2014年、ギャラリーバルコ）
- 「じゃぽにか最後の個展「普通のトモダチに戻りたい」」（2015年、art center ongoing）
- 「じゃぽにか国真理教 ~TAVサティアン 僕たちを追い出さないで~」（2016年、TAV GALLERY）

### グループ展・アートフェア等
- 「国立国」（2007年、くにたち市民芸術小ホール）
- 「WATARASE ART PROJECT」（2007年、渡良瀬渓谷鉄道）
- 「第17回 岡本太郎現代芸術賞」（2014年、川崎市岡本太郎美術館）
- 「ヨコハマトリエンナーレ2014」（2014年、横浜美術館）[マイケルランディ「アートビン」参加]
- 「反戦 来るべき戦争に 抗うために」展（2014年、SNOW Contemporary）[ゲリラ参加]
- 「Frieze Art Fair London」（2014年、Regent’s Park）[”United Brothers”SNSゲリラ参加]
- 「3331 Art Fair 2015」（2015年、3331 Arts Chiyoda）[推薦人：市原研太郎]
- 「奥村直樹ノ友達展」（2016年、DESK/okumura）

### イベント出演
- 「じゃぽにか、それを愛と呼ぶことにしよっか」（2012年4月18日、Art Center Ongoing）
- 「じゃぽにか、有賀慎吾をおおいに語る」（2012年6月10日、Art Center Ongoing）
- 「真夜中のcamp "11時だよ！全員就寝！"」（2013年5月31日、blanClass）
- 「Town Meeting "じゃぽにかのデート 〜今日だけは君を愛してる〜"」（2013年6月1日、新宿）
- 「camp 現在のアート」（2013年12月21日、森美術館）
- 「じゃぽにか×カオス*ラウンジ」（2014年5月25日、art center ongoing）
- 「ブブカpresent オキュパイ・スクール」（2014年12月6日、白夜BSホール）
- 「鼎談：じゃぽにか×佐塚真啓×藤田直哉「"前衛のゾンビ"は地域アートに夢をみるか？」」（2015年3月22日、3331 Arts Chiyoda）
- 「ブブカpresent オキュパイ・スクール」（2015年4月11日、白夜BSホール）
- 「藤田直哉×じゃぽにか「インターネットアートと地域アートは2010年代の「若者文化」か」」（2015年7月3日、和光大学）
- 「ブブカpresent オキュパイ・スクール "2015夏バージョン"」（2015年8月9日、白夜BSホール）
- 「ブブカpresent オキュパイ・スクール "2015秋バージョン"」（2015年11月3日、白夜BSホール）
- 「39アート in 向島 7年目のトーク 〜これからの地域とアートの関係〜 （向島版！）」（2016年3月29日、アサヒアートスクエア）
- 「Ongoing Jack - 新装開店にんげん☆廃業 ～つけ麺おわりました～（仮）」（2016年3月30-4月3日、art center ongoing）
- 「ブブカpresent オキュパイ・スクール "2016春バージョン"」（2016年4月30日、白夜BSホール）

### 論考
- 「じゃぽにか論考Ⅱ ポストメディア時代の広告化するアート」（コアマガジン社 Webマガジン「VOBO」2014年7月26日）
- 「じゃぽにか論考 I.2 友達アートの存在領域 ― 友達アートとは何か」（「TOCANA」2016年3月29日）

### メディア掲載
- 『美術手帖』 2014年5月号 / 椹木野衣「月評第69回 じゃぽにか☆学習アート」
- 『TH/トーキング・ヘッズ叢書 No.58』2014年5月号 / ケロッピー前田「第17回 岡本太郎現代芸術賞展レポート」
- 『TH/トーキング・ヘッズ叢書 No.64』2015年10月号 / ケロッピー前田「じゃぽにか最後の個展「普通のトモダチにもどりたい」〜本当に解散しちゃったの??　”解散”を経て不死身となったじゃぽにか（解散中）」
- 『地域アート -美学/制度/日本』（藤田直哉 編著/堀之内出版）[2016年3月10日] / 鼎談, p387-447